# Charline Catrysse
Charline Catrysse (Oostende, 10 juni 1987) is een Belgisch actrice, musicalzangeres en stemactrice. Ze is actief in theater, televisie en animatie, en speelde mee in diverse musicals en spektakelproducties.

## Opleiding
Catrysse groeide op in Nieuwpoort. In 2005 verhuisde ze naar Amsterdam om te studeren aan de Frank Sanders Akademie voor Musical en Muziektheater. In 2009 studeerde ze er af als eerste Vlaamse musicalactrice van de academie.

## Theatercarrière
Na haar opleiding vertolkte ze rollen in onder andere Pluk van de Petteflet, Dans der Vampieren, Oliver! en Fiddler on the Roof, waarin ze als understudy de rol van Yente op zich nam. In Pauline & Paulette speelde ze meerdere bijrollen, wat haar een nominatie opleverde voor Beste Vrouwelijke Bijrol.
Tussen 2014 en 2019 toerde ze als Nellie door Vlaanderen en Nederland in de kindervoorstellingen van Nellie & Cezar. Daarnaast speelde ze Whoppie, een van de personages uit het komische konijnenduo Whoppie & Floppie in diverse sprookjesmusicals. Ze vertolkte ook Victoria in Scrooge, Angelica in Romeo en Julia en Lubahba in Aladdin.
Ze maakte deel uit van het ensemble in de Studio 100-producties 40-45, Daens, Red Star Line en 14-18. In 14-18 speelde ze ook het moment van de hoofdzuster.
In 2024 speelde ze de rol van Barbara in Dolly van Het Prethuis. In 2025 debuteerde ze bij de Sven De Ridder Company in de voorstelling Wakers van de Wijk, waarin ze Benedicte speelde. Deze rol combineerde ze met de laatste speelreeks van 14-18.

## Televisie en stemwerk
Catrysse is ook actief als stemactrice. Ze werkte mee aan animatieseries, reclamespots en bedrijfsfilms, met opdrachten voor onder meer Ketnet, Nickelodeon en Disney Channel. Op televisie had ze gastrollen in onder andere Onder Vuur, Déjà Vu, Life Happens en Holy Shit.

## Recente en toekomstige projecten
In de zomer van 2025 speelt ze mee in een komedieproductie van Het Achterland. In het seizoen 2025–2026 vervolgt ze de tournee van Wakers van de Wijk en staat ze ook in de kerstvoorstelling Ingesneeuwd, beide van de Sven De Ridder Company.

## Recensies
Catrysse kreeg positieve kritieken in onder meer:
- Musical Vibes, over haar samenspel met Manu Jacobs.[7]
- Het Nieuwsblad, naar aanleiding van haar rol in Wakers van de Wijk.[8]